# Santa Maria degli Angeli (Assisi)
Santa Maria degli Angeli is een plaats (frazione) in de Italiaanse gemeente Assisi. De plaats is met name bekend door de Basilica di Santa Maria degli Angeli (Basiliek van de Heilige Maria der Engelen), een monumentale kerk. 